# Gorenc
Gorenc je 123. najbolj pogost priimek v Sloveniji, ki ga je po podatkih Statističnega urada Republike Slovenije na dan 1. januarja 2010 uporabljalo 1.186 oseb.

## Znani nosilci priimka
- Bogomil Gorenc (1933 - 2016), kemik
- Boris Gorenc (*1973), košarkar
- Boštjan Gorenc - Pižama (*1977), raper, igralec in prevajalec
- Danica Gorenc (*1939), kemičarka
- Franc Gorenc (1914 - 1981), športnik, družbeni delavec, cestni gospodarstvenik
- Frank Gorenc (*1957), pilot in general ameriške vojske
- Jan Gorenc (*1999), nogometaš
- Jože Gorenc (*1965), častnik (podpolkovnik?) SV
- Marcel Gorenc (1915 - 2009), hrvaški arheolog in umetnostni zgodovinar slov. rodu
- Marko Gorenc (*1980), atlet
- Marjan Gorenc (*1964), hokejist
- Silvo Gorenc (*1929), obveščevalec, gospodarstvenik in politik
- Stanley Gorenc (*1953), pilot in general ameriške vojske
- Zdenka Gorenc (*1954), operna pevka, sopranistka